# Pireella trichomanoides
Pireella trichomanoides là một loài Rêu trong họ Pterobryaceae. Loài này được (Spruce ex Mitt.) Cardot miêu tả khoa học đầu tiên năm 1913.